# Gashaka Gumti nationalpark
Gashaka-Gumti nationalpark är en nationalpark i Nigeria. Den skapades av två jaktreservat 1991 och är Nigerias största nationalpark. Natinalparken täcker en areal om cirka 6 402 km², där stora delar av de norra delarna utgörs av savann. Södra delen av parken har en oländig terräng från en höjd på omkring 300 m till 2 419 m på toppen av Chappal Waddi, Nigerias högsta berg. Inom nationalparken finns också Nigerias näst högsta berg, det 2 030 meter höga Chappal Hendu Området utgör ett viktigt avrinningsområde för floden Benue. Vattenflödena är stora även under den markant torrare perioden.
Rödhuvad dvärgpapegoja finns här och i Centralafrikanska republikens nationalpark och biosfärområde Bamingui-Bangoran.
Sedan 1 november 1995 är nationalparken uppsatt på Nigerias tentativa världsarvslista.